# Richland (Missouri)
Richland is een plaats (city) in de Amerikaanse staat Missouri, en valt bestuurlijk gezien onder Camden County en Laclede County en Pulaski County.

## Demografie
Bij de volkstelling in 2000 werd het aantal inwoners vastgesteld op 1805.
In 2006 is het aantal inwoners door het United States Census Bureau geschat op 1766, een daling van 39 (-2,2%).

## Geografie
Volgens het United States Census Bureau beslaat de plaats een oppervlakte van
5,9 km², geheel bestaande uit land. Richland ligt op ongeveer 324 m boven zeeniveau.

## Plaatsen in de nabije omgeving
De onderstaande figuur toont nabijgelegen plaatsen in een straal van 28 km rond Richland.